# Drigum Tsenpo
 Drigum Tsenpo (Wylie:  DrI -gum Btsan-po) is, volgens de traditionele lijst van koningen de zevende, in sommige bronnen de achtste, koning van Tibet. 
Drigum Tsenpo was de laatste van de hemelse koningen. In de Oude Tibetaanse kroniek wordt over hen  opgemerkt, dat  als de zoon in staat was een paard te berijden, de vader weer naar de hemel vertrok.
Een andere tekst in de Oude Tibetaanse kroniek beschrijft dat als volgt
Deze zeven bezaten op hun kroon het zogenaamde hemelkoord. Dat was een straal van wit licht. Als deze zeven het gebied van het lijden verlieten en afreisden naar het rijk van de goden, losten zij zichzelf op in het licht en nadat het licht in de hemel was uitgedoofd, lieten ze geen lichamen achter op aarde. De mausolea van deze zeven waren aanwezig in de ruimte.

## De mythe
In die kroniek wordt hij benoemd als de zoon van de Dé.
In de kroniek staat een zeer uitgebreid en gedetailleerd verhaal over Drigum Tsenpo. In het verhaal wordt Drigum beschreven als een arrogante man, die bij voortduring zijn onderdanen uitdaagde tot een duel. Die weigerden dat. Drigum eiste echter van zijn stalmeester Lo-ngam dat die wel het duel met hem zou aangaan. Lo-gnam had geen andere keus dan te gehoorzamen, maar vraagt een deel van de magische wapens van de koning, zoals een speer die zichzelf voortbeweegt. Bij het begin van het duel vroeg Lo-gnam de koning zich ook tijdelijk te ontdoen van zijn hemelkoord. Lo-gnam had honderd ossen bij elkaar gebonden en op hun ruggen zakken met as gebonden. Die laat hij los en in de stofwolk benaderde hij Drigum.  De Hoogste Dé- Koning van de Hemel - zag het gevaar en vroeg Drigum zich bij hem in de hemel te voegen. Lo-gnam zorgde echter met een van zijn magische wapens dat Dé naar de berg Kailash vluchtte. Drigum stierf ter plekke.
Zijn stoffelijk overschot werd in een mand geplaatst op een rivier in Kongpo en verdween uiteindelijk in de buik van de naga Odé Bedé de Lange . De twee zonen van Drigum, Shahhiyi en Nyakhyi werden ook gedwongen naar Kongpo te vluchten.

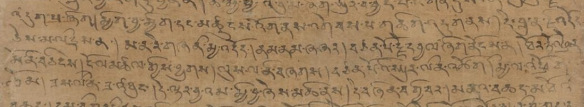
Het tekstdeel in de Oude Tibetaanse kroniek, waarin de moeder afstand doet van haar kind. Voor de vertaling, zie

Het verhaal in de kroniek wordt vervolgd met een episode, waarin een aan Drigum trouw gebleven clanleider erin slaagt Lo-gnam te vergiftigen. Deze clanleider weigert echter daarna de macht over te dragen aan de rechtmatige opvolgers van Drigun, zijn zoons. Dat leidde tot een strijd met andere clans. Een jongeman uit een van de verslagen clans, de Trak, besloot op zoek te gaan naar het stoffelijk overschot van Drigum. Deze jongeman, Ngarlakyé, vond ook die plaats. De naga  vroeg echter een kind met bepaalde gaven als losgeld voor het stoffelijk overschot. Uiteindelijk vond Ngarlakyé een dergelijk kind, waarvan de moeder ook bereid was dat af te staan en verkreeg op die manier het stoffelijk overschot. De moeder had bij het afstaan van haar kind  de wens geformuleerd dat Drigum Tsenpo en na hem alle toekomstige koningen op aarde begraven zou worden. Ngarlakyé gaf het stoffelijk overschot  aan de zonen van Drigum. Deze bouwen voor hun vader het eerste mausoleum voor een Tibetaanse koning op aarde.

## Cultuurhistorische aspecten
Er is consensus bij tibetologen dat Drigum Tsenpo een mythisch figuur was. De verhalen over hem en ook over Nyatri Tsenpo worden in cultuurhistorisch opzicht relevant geacht. Het bevat thema's  die leidend zijn in de literatuur over het vroege Tibet. Daaruit wordt duidelijk dat geloof in het sacrale karakter van de heerser een essentieel onderdeel was. De monarch was van hemelse oorsprong en nauw verbonden met beschermende godheden die belichaamd werden door met name de bergen van Tibet. 
Het verhaal heeft ook elementen die bekend zijn uit de periode van het Tibetaanse rijk waarover wel historische betrouwbare informatie is, zoals de voortdurende strijd tussen de diverse clans.
Sinds het verschijnen van het werk The secret characters of the kings of Tibet  van Giuseppe Tucci (1894 - 1984) in 1955 wordt deze mythe en andere over de eerste koningen verklaard door de aanname van een vorm van toen gebruikelijke geritualiseerde koningsmoord.
Het verhaal wordt gerelateerd aan de veronderstelde gewoonte in het Tibet van die tijd, dat een vorst van zijn macht afstand diende te doen als zijn zoon de leeftijd van 13 jaar had bereikt. Indirect wordt dat ook bevestigd door Chinese bronnen, die frequent de minachting noemen waarmee oudere Tibetanen behandeld zouden worden. In die bronnen wordt beschreven dat bijvoorbeeld een moeder altijd eerst haar zoon en pas daarna haar echtgenoot diende te groeten; zonen verlieten en betraden een ruimte altijd als eerste.
Uit Tibetaanse bronnen is bekend dat ieder nieuwe koning bij zijn aantreden hofhouding en staf volledig wijzigde en daarin niets van zijn voorganger overnam. Geen enkele nieuwe koning leefde ook in het paleis van zijn vader. Er werd altijd een nieuw kasteel voor hem gebouwd.
Het verhaal van het hemelkoord zou wijzen op het feit, dat iedere koning in feite verbannen dan wel vermoord werd en in die zin spoorloos verdween.
Het verhaal over Drigum betekent een omslag. Tucci vermoedt dat er in die periode ook een strijd was tussen ministers die aanhanger waren van een verschillende cultus. Dit zou dan ook een "religieuze vertaling" kunnen zijn van conflicterende opvattingen omtrent het regelen van de opvolging van een koning en de wijze waarop deze afstand van de macht diende te doen.
Het handelt dan om de cultus van de hemelse goden tegenover de cultus van de chtonische goden. In de laatste cultus gaat het dan om godheden met betrekking tot de aarde en in het bijzonder de onderwereld.
Er is consensus onder tibetologen, dat vanaf de periode van Drigum de wijze waarop koningen begraven werden fundamenteel wijzigde.

## In de literatuur van de bön
Het historische zelfbeeld van de bön is, dat het vele eeuwen voor het boeddhisme in Tibet werd geïntroduceerd, daar meestal  de bescherming genoot van de koningen tot de bön verdrongen werd door de valse religie, waarmee het Tibetaanse boeddhisme wordt aangeduid.
Ook in de literatuur van de bön wordt uitgebreid verhaald over Drigum Tsenpo en met name in een tekstverzameling die de Dragpa lingdrag (Wylie: bsGrags pa gling grags) heet.
Provocateurs wisten onenigheid te zaaien tussen de koning en zijn bönpo's, de uitvoerders van religieuze rituelen. De koning werd overtuigd, dat de bönpo's zijn soevereiniteit trachtten te ondermijnen door zich zaken toe te eigenen, zoals bepaalde emblemen ( wapens, kleding en andere insignes) die alleen gedragen mochten worden door de koning.
Daarna wisten de  provocateurs de koning te overtuigen dat de bönpo's voornemens waren hem en de dynastie ten val te brengen. Drigum dreigde daarop de bön als religie te vernietigen. Alle religieuze centra van de bön werden gedwongen te sluiten. Om hun culturele en spirituele erfenis te behouden besloten de bönpo's hun teksten in andere landen in veiligheid te brengen. De lokale godheden die de bön beschermden verhinderden echter dat de bönpo´s met hun teksten  uit Tibet vertrokken. De godheden vreesden dat dan de bön als religie uit Tibet zou verdwijnen. Zij zorgden ervoor dat de bönpo's hun teksten in delen splitsten en die op vele plekken in Tibet zelf verborgen. Eeuwen later zouden die teksten dan weer als termadocument gevonden worden.
Ook in de Dragpa Lingdrag wordt Drigum Tsenpo uiteindelijk vermoord door Lo-gnam en wordt  zijn stoffelijk overschot in een mand geplaatst op een rivier in Kongpo. Zijn zoon had spijt van het besluit van Drigum om de bön te vervolgen. Hij nodigde de bönpo's die naar Zhangzhung waren gevlucht uit weer terug te keren en bood hen schitterende geschenken aan. Op deze wijze keerde de bön in Tibet weer terug.